# Jeux olympiques d'hiver de 1932
Vous lisez un « bon article » labellisé en 2013.
Pour les articles homonymes, voir Jeux olympiques de 1932.
Les Jeux olympiques d'hiver de 1932, officiellement connus comme les IIIes Jeux olympiques d'hiver, ont lieu à Lake Placid dans l'État de New York aux États-Unis du 4 au 13 février 1932.
Ce sont les premiers Jeux olympiques d'hiver organisés à l'extérieur de l'Europe. Selon une règle non officielle du Comité international olympique, le pays hôte des Jeux d'été peut également organiser les Jeux d'hiver la même année et, après l'attribution des Jeux olympiques d'été de 1932 à Los Angeles, Lake Placid est choisie parmi sept villes américaines pour accueillir les Jeux d'hiver. Ces Jeux se déroulent pendant la Grande Dépression, ce qui complique l'organisation et provoque une faible participation des nations européennes qui ont des difficultés à financer le voyage jusqu'aux États-Unis.
Les compétitions sont perturbées par des conditions météorologiques inhabituelles. Les températures montent jusqu'à 7 degrés Celsius, ce qui fait fondre la piste de bobsleigh et les patinoires ; les courses de bob à quatre sont repoussées et doivent être disputées après la cérémonie de clôture. De plus, les épreuves de ski de fond et de saut à ski sont affectées par les fortes pluies et par un enneigement insuffisant malgré les importantes quantités de neige transportées depuis le Canada voisin.
C'est lors de ces Jeux d'hiver 1932 que pour la première fois, les médaillés d'or, d'argent et de bronze d'une compétition montent sur un podium constitué de trois marches. Les Jeux rassemblent 252 athlètes de 17 pays, soit beaucoup moins que quatre ans plus tôt. En plus des quatorze épreuves officielles réparties en quatre sports, plusieurs compétitions sont au programme en tant que démonstrations : le patinage de vitesse féminin et le curling, qui ne feront respectivement partie du programme officiel qu'en 1960 et 1998, ainsi que les courses de chiens de traîneaux dont c'est la seule apparition aux Jeux olympiques. Les athlètes les plus médaillés de ces Jeux sont les patineurs de vitesse américains Irving Jaffee et Jack Shea qui remportent deux titres chacun. La délégation américaine est première au tableau des médailles des nations avec douze récompenses dont six en or, devant la Norvège et la Suède. Les Jeux olympiques d'hiver se dérouleront une seconde fois à Lake Placid en 1980.

## Contexte

### Sélection de la ville hôte
La localité de Lake Placid, située dans la réserve forestière des monts Adirondacks dans l'État de New York, est connue dès 1895 pour son centre de sports d'été qui accueille des vacanciers new-yorkais. À partir de 1905, le centre sportif reste ouvert pour la saison hivernale et les équipements de sports d'hiver se développent. Lake Placid devient rapidement l'une des stations de sports d'hiver les plus connues des États-Unis,.
En 1923, les Jeux olympiques d'été de 1932 sont attribués à la ville californienne de Los Angeles. Selon une règle non officielle fixée par le Comité international olympique (CIO), le pays hôte des Jeux d'été peut également organiser les Jeux d'hiver la même année. En 1927, un membre du Comité olympique américain propose aux autorités de Lake Placid d'organiser les Jeux. Godfrey Dewey, fils du fondateur du club sportif de Lake Placid, est le principal intéressé et convainc les officiels de la ville et de l'état de soutenir le projet. En 1928, Dewey visite les plus célèbres stations des Alpes afin de s'informer et la ville forme un comité pour préparer la candidature,. Six autres sites américains se portent candidats pour accueillir les Jeux : Yosemite Valley et Lake Tahoe en Californie, Minneapolis et Duluth dans le Minnesota, Bear Mountain dans l'État de New York ainsi que Denver dans le Colorado. Montréal au Canada et Oslo en Norvège sont également candidates pour accueillir les Jeux dans le cas où les villes américaines n'auraient pas les fonds et les installations nécessaires. Aucune des candidatures américaines ne satisfont complètement le CIO à propos des équipements mais Dewey le convainc que son projet est le meilleur. Un groupe souhaitant que les Jeux d'hiver soient tenus dans le même état que les Jeux d'été, la Californie, est sa principale opposition. Le 10 avril 1929, lors de la 27e session du CIO tenue à Lausanne en Suisse, Lake Placid est choisie à l'unanimité pour être la première ville non-européenne hôte des Jeux olympiques d'hiver.

### Difficultés économiques
Les Jeux olympiques d'hiver de 1932 se déroulent durant la Grande Dépression, ce qui a d'importantes conséquences sur l'organisation et la participation aux Jeux. En février 1930, le comité d'organisation envoie des invitations à 65 pays en espérant accueillir au moins 25 nations et 600 athlètes. Déjà présente aux États-Unis, la crise économique atteint peu à peu l'Europe. Durant les mois précédant les Jeux, de plus en plus de pays surtout européens se retirent de la compétition ou réduisent fortement leurs effectifs car ils n'arrivent pas à financer le voyage de leurs athlètes. La Suède ainsi que d'autres nations proposent de reporter les Jeux jusqu'à ce que le contexte économique s'améliore. Le comité olympique américain coopère avec les gouvernements de l'état de New York et des États-Unis pour aider les Européens : le North Atlantic Passenger Agreement fait des réductions atteignant 20 % sur les tarifs des voyages en bateaux pour les athlètes et les participants n'ont pas besoin de payer les taxes concernant les passeports et les visas. Le gouvernement fédéral finance le voyage de l'équipe allemande de hockey sur glace. Finalement, dix-sept pays participent aux Jeux soit huit de moins que lors des Jeux olympiques d'hiver de 1928 organisés à Saint-Moritz en Suisse. Le nombre d'athlètes est de 252, contre 464 quatre ans plus tôt,, et seules quatre équipes de hockey sont présentes alors qu'elles étaient onze à Saint-Moritz,. Pour limiter les coûts liés à la piste de bobsleigh, le président du comité d'organisation Godfrey Dewey offre un terrain appartenant à sa famille.

### Conditions météorologiques
En plus du contexte économique difficile, les organisateurs doivent faire face aux mauvaises conditions climatiques. D'après le service météorologique de l'état de New York, l'hiver 1931-1932 est le plus inhabituel depuis les premières mesures disponibles prises 147 ans plus tôt. Après de fortes chutes de neige en novembre, il ne tombe pratiquement plus aucun flocon sur la station située à moins de 570 mètres d'altitude durant les deux mois précédant les Jeux. À mi-janvier, une vague de chaleur inhabituelle arrive et les températures sont de 10 degrés Celsius. Les patinoires fondent et la piste de bobsleigh est inutilisable. Avant les Jeux, les températures redescendent et 15 centimètres de neige tombent sur Lake Placid lors d'une tempête. Elles augmentent cependant à nouveau et, la veille de l'ouverture, les organisateurs font venir de grandes quantités de neige de la frontière canadienne par train. Pendant les compétitions, les températures atteignent 7 degrés Celsius et de fortes pluies tombent,. Les courses de bobsleigh sont reportées à cause du dégel et celles de bob à quatre sont disputées après la cérémonie de clôture. La course de ski de fond de 50 kilomètres est également très affectée. Le circuit est raccourci et parcouru deux fois à cause de l'enneigement insuffisant et une tempête de neige provoque le report du départ de trois heures, mais les conditions de courses sont tout de même difficiles,. De plus, les épreuves de saut à ski sont disputées à l'heure mais l'aire d'arrivée du tremplin est très mouillée.

## Organisation

### Comité d'organisation
Le Comité d'organisation des IIIes Jeux olympiques d'hiver reçoit du Comité olympique américain la tâche de mener les Jeux. Il est présidé par Godfrey Dewey et son vice-président est Willis Wells. Un conseil d'administration composé de quinze membres dont neuf habitants de Lake Placid dirige le comité d'organisation et un comité exécutif de trois personnes comprenant Dewey et Wells prend les décisions urgentes quand le conseil d'administration ne peut pas se réunir. Des comités responsables des différents aspects des Jeux sont mis en place. Ils s'occupent du logement, des transports, de la santé, de la sécurité, des finances et de la publicité ainsi que de chaque sport,. Une commission nommée par les autorités de l'État de New York surveille les dépenses des fonds fournis par l'état.

### Coût et financement des Jeux
En 1929, la ville de North Elba qui comprend la localité de Lake Placid adopte une obligation d'une valeur de 200 000 dollars en espérant que cette somme couvrira toutes les dépenses des Jeux et sera remboursée par les recettes de la billetterie. Les coûts sont cependant beaucoup plus élevés et le gouverneur de l'État de New York Franklin Delano Roosevelt convainc la législature d'État de fournir des fonds qui atteignent 500 000 dollars destinés aux différents sites sportifs,. En 1931, la ville accepte une seconde obligation de 150 000 dollars dont le déficit est pris en charge par l'état à hauteur de 100 000 dollars. De plus, le Comté d'Essex subventionne les Jeux pour 50 000 dollars. Les coûts totaux des Jeux sont finalement de 1,074 millions de dollars américains et les recettes de la billetterie atteignent 93 416 dollars,. La ville de North Elba termine avec un déficit de 235 000 dollars, soit 110 000 de plus qu'attendu.
L'Olympic Arena est le site le plus cher avec un coût de 294 083 dollars. La piste de bob coûte 243 684 dollars et le stade olympique 155 880 dollars alors que le tremplin de saut à ski nécessite un investissement de 37 721 dollars. L'entretien de ces sites entre 1930 et 1932 a un coût de 88 640 dollars. Les autres dépenses sont de 89 040 dollars pour la publicité et les frais d'impression, 79 395 dollars de frais d'administration et 35 377 pour les transports et divertissements.

### Presse
Le centre de presse se trouve dans l'hôtel Belmont, qui accueille environ 100 personnes pendant les Jeux. En plus des journalistes présents sur place, deux compagnies de télégraphe, la Postal Union et la Western Union, diffusent les informations concernant les Jeux tout autour du monde. De plus, des émissions de radio sont émises dans tous les États-Unis par la National Broadcasting Company et la Columbia Broadcasting System.

### Nations participantes

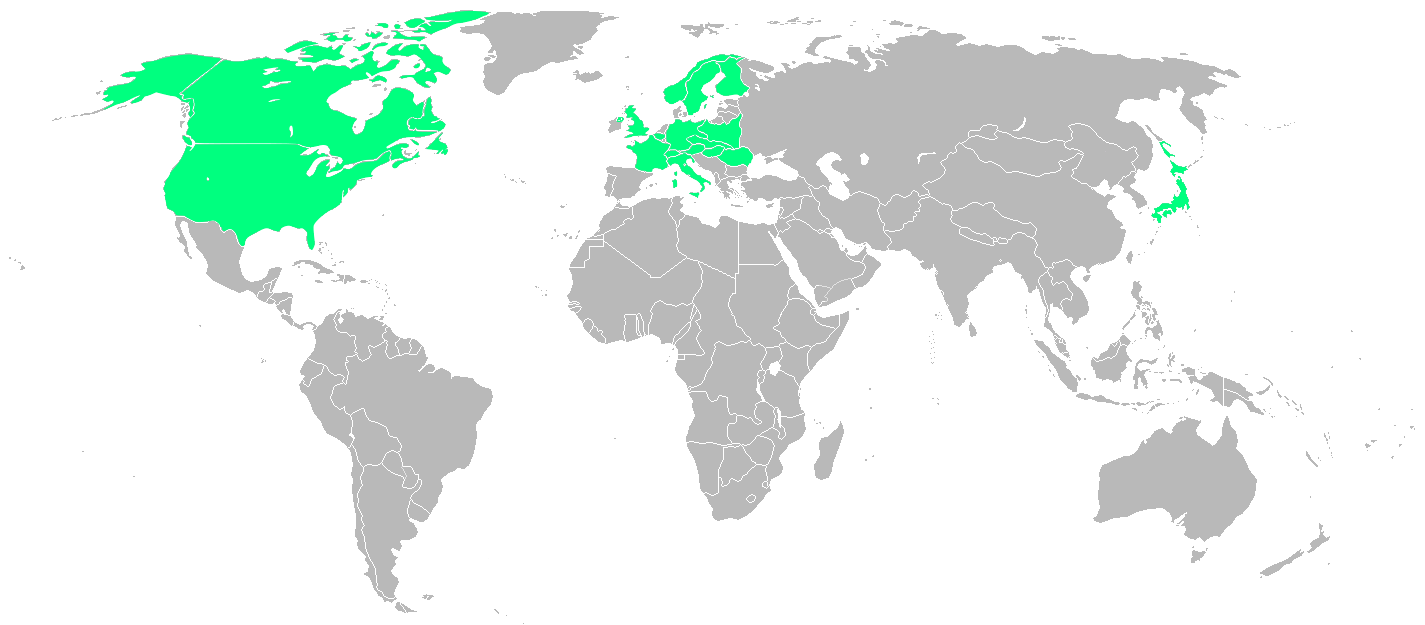
Carte des 17 nations participant aux Jeux.

Dix-sept nations prennent part aux Jeux, soit huit de moins que lors des Jeux d'hiver de 1928. Quatorze pays européens, deux pays nord-américains et un pays asiatique sont représentés,. Toutes les nations participantes étaient déjà présentes en 1928. Les huit pays ayant pris part aux Jeux de 1928 mais absentes en 1932 sont l'Argentine, l'Estonie, la Lettonie, la Lituanie, le Luxembourg, le Mexique, les Pays-Bas et la Yougoslavie.
Le nombre indiqué entre parenthèses est le nombre d'athlètes engagés dans les épreuves officielles pour chaque pays.
| - Allemagne (20) - Autriche (7) - Belgique (5) - Canada (42) - États-Unis (64) - Finlande (7) - France (8) - Grande-Bretagne (4) - Hongrie (4) |  | - Italie (12) - Japon (16) - Norvège (19) - Pologne (15) - Roumanie (4) - Suède (12) - Suisse (7) - Tchécoslovaquie (6) |

## Déroulement

### Calendrier
Le programme olympique change depuis les Jeux olympiques d'hiver de 1928 : le skeleton n'est plus disputé alors que le bob à deux est ajouté au calendrier. À cause des mauvaises conditions climatiques, plusieurs épreuves sont reportées : le départ du 50 kilomètres est donné trois heures plus tard que prévu, les manches de bob à deux sont disputées avec un jour de retard alors que celles de bob à quatre sont reportées de trois jours et ont lieu les deux jours suivant la cérémonie de clôture.
| CO | Cérémonie d'ouverture | ● | Épreuve | 1 | Finale d'épreuve officielle (†) | CC | Cérémonie de clôture |

| février 1932,                     | 4 Jeu | 5 Ven | 6 Sam | 7 Dim | 8 Lun | 9 Mar | 10 Mer | 11 Jeu | 12 Ven | 13 Sam | 14 Dim | 15 Lun | Épreuves |
| --------------------------------- | ----- | ----- | ----- | ----- | ----- | ----- | ------ | ------ | ------ | ------ | ------ | ------ | -------- |
| Cérémonies                        | CO    |       |       |       |       |       |        |        |        | CC     |        |        | —        |
| Bobsleigh                         |       |       |       |       |       | ●     | 1      |        |        |        | ●      | 1      | 2        |
| Combiné nordique                  |       |       |       |       |       |       | ●      | 1      |        |        |        |        | 1        |
| Hockey sur glace                  | ●     | ●     | ●     | ●     | ●     | ●     | ●      |        |        | 1      |        |        | 1        |
| Patinage artistique               |       |       |       |       | ●     | 1     | 1      |        | 1      |        |        |        | 3        |
| Patinage de vitesse (hommes)      | 2     | 1     | 1     |       |       |       |        |        |        |        |        |        | 4        |
| Saut à ski                        |       |       |       |       |       |       |        |        | 1      |        |        |        | 1        |
| Ski de fond                       |       |       |       |       |       |       | 1      |        |        | 1      |        |        | 2        |
| Patinage de vitesse (femmes) (‡)  |       |       |       |       | ●     | ●     | ●      |        |        |        |        |        | —        |
| Curling (‡)                       | ●     | ●     |       |       |       |       |        |        |        |        |        |        | —        |
| Course de chiens de traîneaux (‡) |       |       | ●     | ●     |       |       |        |        |        |        |        |        | —        |
| Nombre de finales/jour            | 2     | 1     | 1     | 0     | 0     | 1     | 3      | 1      | 2      | 2      | 0      | 1      |          |
| Total cumulé                      | 2     | 3     | 4     | 4     | 4     | 5     | 8      | 9      | 11     | 13     | 13     | 14     | 14       |

† Le chiffre indique le nombre de finales qui se tiennent ce jour-là pour chaque sport.

‡ Ces compétitions sont des démonstrations.

### Cérémonie d'ouverture
La cérémonie d'ouverture a lieu le 4 février dans le stade olympique par un temps ensoleillé et dure un peu plus d'une demi-heure,. À 10 heures, le gouverneur Franklin Delano Roosevelt et le président du Comité international olympique (CIO), le comte Henri de Baillet-Latour, font leur entrée dans le stade en compagnie du président du comité d'organisation Godfrey Dewey, de membres du CIO et du président du comité olympique américain Avery Brundage. L'hymne national américain The Star-Spangled Banner est joué, suivi de la parade des athlètes. Les nations défilent selon l'ordre alphabétique en anglais et un représentant de chaque pays marche à l'avant de sa délégation en tenant le drapeau national. La délégation britannique est entièrement féminine et la patineuse artistique Mollie Phillips est la première femme de l'histoire olympique à porter le drapeau d'un pays lors du défilé. Le président des États-Unis Herbert Hoover est invité à ouvrir les Jeux mais n'a pas la possibilité de venir. C'est donc Franklin Roosevelt qui a l'honneur de proclamer l'ouverture officielle des IIIes Jeux olympiques d'hiver. Roosevelt fait un discours appelant la paix mondiale et utilise l'événement comme une étape de sa campagne électorale au terme de laquelle il sera élu président des États-Unis, devant Hoover, en novembre 1932. Ensuite, le drapeau olympique est hissé au son des clairons et d'un coup de canon. Le patineur de vitesse Jack Shea, né à Lake Placid, conclut la cérémonie en prononçant le serment olympique. Peu après, la première série du 500 mètres de patinage de vitesse est disputée.

### Épreuves

#### Bobsleigh
Pour la première fois aux Jeux olympiques, des compétitions de bob à deux sont tenues en plus du bob à quatre. Les manches de bob à deux, prévues les 8 et 9 février, sont reportées d'un jour à cause des mauvaises conditions météorologiques. Après la première manche, les Suisses Reto Capadrutt et Oscar Geier sont premiers avec plus de six secondes d'avance sur les deuxièmes, les Américains Curtis et Hubert Stevens. Les frères Stevens utilisent cependant une technique plus tard interdite : ils chauffent les patins de leur bob pour les rendre plus rapides. Ils établissent le meilleur temps dans les trois dernières manches deviennent champions olympique devant les Suisses. L'autre duo américain obtient la médaille de bronze. Les courses de bob à quatre sont prévues les 11 et 12 février mais les quatre manches sont reportées au 14, soit le lendemain de la cérémonie d'ouverture, à cause du dégel. Après des protestations des athlètes sur les mauvaises conditions de course, les troisième et quatrième manches sont encore reportées d'un jour et se déroulent le 15. Les Américains dominent cette épreuve. L'équipe I des États-Unis, menée par le champion olympique en titre Billy Fiske, est la meilleure lors de trois des quatre manches et obtient la médaille d'or. Edward Eagan, champion olympique en boxe lors des Jeux d'été de 1920, devient à cette occasion le seul athlète de l'histoire à remporter une médaille d'or olympique dans un sport d'été et un sport d'hiver. L'équipe II a le meilleur temps de la quatrième manche et obtient la médaille d'argent. L'équipe I de l'Allemagne gagne quant à elle la médaille de bronze.

#### Combiné nordique

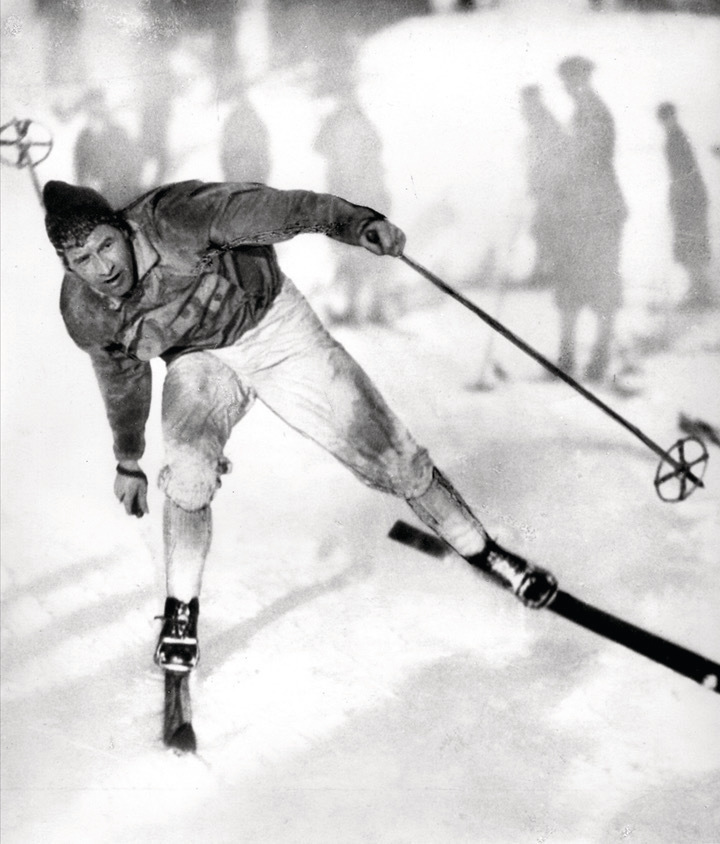
Johan Grøttumsbråten, ici en 1931, est champion olympique du combiné nordique.

Pour le combiné nordique, les athlètes participent d'abord à la course de ski de fond de 18 kilomètres avec les concurrents de la compétition de ski de fond. En revanche, une épreuve de saut séparée est organisée : les concurrents sautent deux fois du tremplin MacKenzie Intervale. Un système de points permet d'établir le classement final. Parmi les participants en combiné nordique, les Norvégiens Johan Grøttumsbråten et Ole Stenen sont les deux meilleurs de la course de ski de fond. Grøttumsbråten est cinquième en saut à ski et conserve sa première place ; le champion olympique en titre termine ainsi sa carrière olympique avec trois médailles d'or, une d'argent et deux de bronze. Stenen conserve également sa place et obtient la médaille d'argent alors qu'un troisième Norvégien, Hans Vinjarengen, est deuxième en saut et obtient le bronze. Les quatre Norvégiens prennent les quatre meilleures places puisque Sverre Kolterud est quatrième. Pour la troisième fois depuis le début des Jeux d'hiver, les Norvégiens s'adjugent les trois médailles olympiques en combiné nordique.

#### Hockey sur glace
À cause de la Grande Dépression et de la longue distance séparant Lake Placid de l'Europe, seules quatre équipes participent au tournoi de hockey sur glace. Les matches se déroulent dans le stade olympique et l'Olympic Arena mais, à cause des conditions climatiques, cinq matches prévus dans le stade sont déplacés à l'aréna. Chaque équipe affronte deux fois les trois autres. L'équipe canadienne, qui vient de Winnipeg, remporte ses cinq premiers matches. Lors de son dernier match, elle est menée 2-1 par les Américains mais égalise à 50 secondes de la fin. Après leur seul match non gagné dans l'histoire olympique, les joueurs canadiens deviennent champions olympiques pour la troisième fois consécutive. Les Américains obtiennent la médaille d'argent après quatre matches gagnés contre les Allemands et les Polonais. Les Allemands gagnent le bronze après une victoire contre les Polonais, qui perdent tous leurs matches. Comme le nombre de matches est peu élevé, des démonstrations sont organisées avec l'équipe de l'Université McGill de Montréal au Canada et le Lake Placid Athletic Club. Ces deux clubs battent plusieurs fois les équipes nationales.

#### Patinage artistique

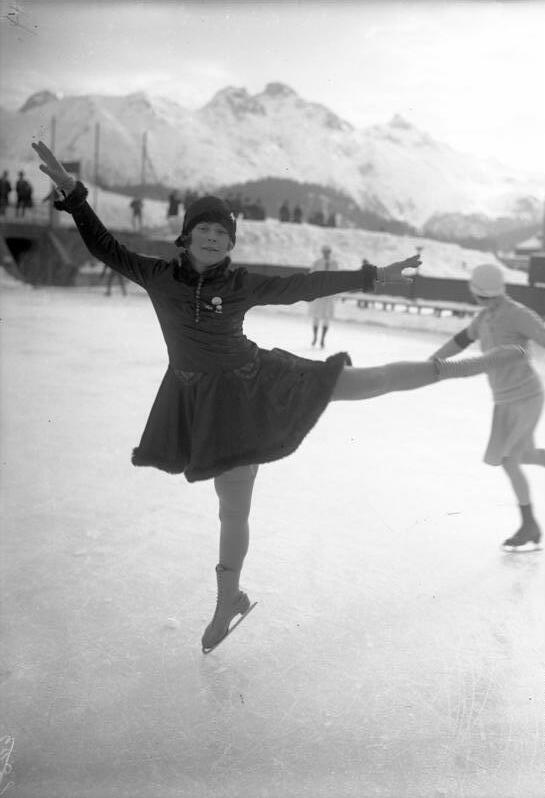
La Norvégienne Sonja Henie, ici en 1931, conserve son titre olympique.

Chez les femmes, la Norvégienne Sonja Henie conserve son titre olympique acquis en 1928 en recevant les meilleures notes des sept juges. L'Autrichienne Fritzi Burger obtient l'argent, comme quatre ans plus tôt, alors que l'Américaine Maribel Vinson est troisième, peu derrière. Chez les hommes, le Suédois de 38 ans Gillis Grafström est déjà trois fois champion olympique. À Lake Placid, blessé au genou, il fait une erreur et chute dans les figures imposées. L'Autrichien de 22 ans Karl Schäfer, beaucoup plus jeune, s'adjuge la médaille d'or avec une marge importante. Grafström remporte la médaille d'argent après un bon programme libre et le Canadien Montgomery Wilson gagne le bronze,,. Chez les couples, les Français Andrée et Pierre Brunet, champions olympiques en titre et mariés depuis 1930, s'imposent de peu devant les Américains Beatrix Loughran et Sherwin Badger.

#### Patinage de vitesse
Les quatre épreuves masculines de patinage de vitesse provoquent de grandes controverses. Les courses sont disputées selon les règles nord-américaines autorisées depuis 1931 dans les compétitions internationales : les athlètes partent en groupe de six ou huit et la tactique est beaucoup plus importante qu'avec les règles européennes où le départ se fait par deux. En conséquence, le quintuple champion olympique finlandais Clas Thunberg refuse de participer aux Jeux. Seuls six pays, dont la Finlande et la Suède qui n'envoient qu'un seul athlète, prennent part aux épreuves olympiques. Les Américains et les Canadiens s'adjugent cinq médailles chacun. Seuls les Norvégiens, qui se sont préparés en organisant des tournois spéciaux, obtiennent également des récompenses.
L'Américain de 21 ans Jack Shea, originaire de Lake Placid, remporte le 500 mètres devant le Norvégien Bernt Evensen et le Canadien Alexander Hurd. C'est un autre Américain, Irving Jaffee, qui s'adjuge le 5 000 mètres devant son compatriote Edward Murphy et le Canadien William Logan. Le détenteur du record du monde norvégien Ivar Ballangrud n'est que cinquième. Dans une des séries éliminatoires du 1 500 mètres, les juges décident d'arrêter la course au milieu du parcours à cause des bousculades et le départ est redonné. Dans la finale qui réunit six Nord-Américains, Jack Shea remporte la médaille d'or devant trois Canadiens dont Hurd et Logan. Alors que les Scandinaves mettent en doute leur participation au 10 000 mètres, les organisateurs promettent des améliorations. Dans les séries, plusieurs athlètes dont deux Canadiens sont disqualifiés. Le Canada menace de se retirer de ces Jeux olympiques, mais les autres pays acceptent d'annuler les résultats et de refaire les séries le lendemain. Les patineurs qualifiés pour la finale restent cependant les mêmes. Irving Jaffee remporte la finale devant Ivar Ballangrud et le Canadien Frank Stack.

#### Saut à ski

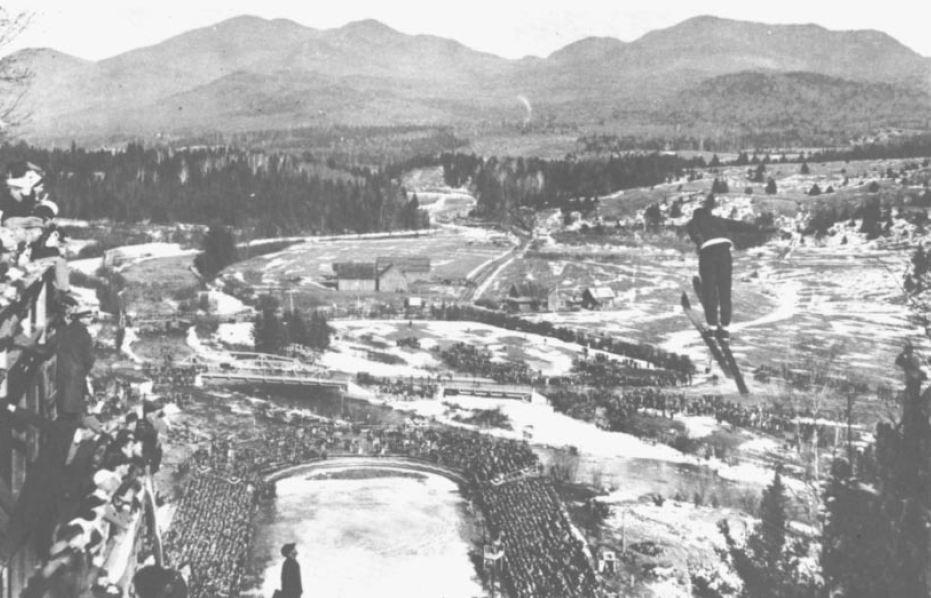
Le Norvégien Birger Ruud est champion olympique en saut à ski.

Pour que la compétition de saut à ski soit disputée à la date prévue, les organisateurs doivent amener de la neige au tremplin Intervales. L'épreuve est dominée par la délégation norvégienne ; après un saut, Hans Beck est premier grâce à un bond de 71,5 mètres. Pour assurer sa première place, il ne prend pas de risque et fait un deuxième saut de 63,5 mètres. Beck est cependant dépassé par son compatriote Birger Ruud qui s'adjuge la médaille d'or en le devançant de 1,1 point. Un troisième Norvégien, Kaare Wahlberg, obtient la médaille de bronze. La zone d'arrivée est tellement mouillée que Birger Ruud déclare après un saut : « La prochaine fois, je porterai une bouée car je dois vous avouer que je ne sais pas nager. » Les résultats finaux sont annoncés avec quatre heures de retard car les juges confondent les deux frères Birger et Sigmund Ruud dans l'attribution des notes de style,.

#### Ski de fond
Comme lors des éditions précédentes des Jeux d'hiver, deux courses de ski de fond sont disputées : le 18 et le 50 kilomètres. Le 18 kilomètres se déroule par des températures douces, ce qui cause des problèmes dans le fartage des skis. Le départ et l'arrivée ont lieu au stade olympique. Les Suédois choisissent la bonne cire et Sven Utterström domine la course du début à la fin pour remporter la médaille d'or avec deux minutes d'avance sur son compatriote Axel Wikström, qui obtient l'argent. Le Finlandais Veli Saarinen gagne la médaille de bronze, à 17 secondes de Wikström. Il est suivi d'un autre Finlandais alors que les Norvégiens, favoris, ne sont que 5e et 6e. Les Scandinaves s'adjugent les 11 premières places.
Le 50 kilomètres se dispute dans des conditions bien plus mauvaises. La neige est suffisante uniquement dans la forêt et le parcours est raccourci : le départ est déplacé à 7 kilomètres de Lake Placid et les skieurs font deux boucles de 25 kilomètres au lieu d'une de 50,. Le jour de la course, une tempête de neige provoque le report du départ de trois heures. Les athlètes doivent malgré tout skier sur des cailloux ou dans des flaques d'eau sur certaines sections du parcours. Les Finlandais Veli Saarinen et Väinö Liikkanen, déjà en tête après le premier tour, terminent la course deux aux premières places. Le Norvégien Arne Rustadstuen obtient la médaille de bronze en arrivant trois minutes et demie après eux.

#### Sports de démonstration
Plusieurs sports de démonstration sont disputés aux Jeux de 1932. Pour la première fois aux Jeux olympiques, les femmes concourent en patinage de vitesse. Elles font trois courses de 500, 1 000 et 1 500 mètres. Cinq Américaines et cinq Canadiennes y participent. Les gagnantes, Jean Wilson, Elizabeth Dubois et Kit Klein, battent les records du monde mais leurs temps ne sont pas enregistrés car ils sont réalisés avec un départ en groupe. Les femmes ne participeront plus jusqu'en 1960, quand les courses féminines seront épreuves officielles. Des courses de chiens de traîneaux, dont c'est la seule apparition aux Jeux olympiques, ont lieu sur deux jours. Le même itinéraire d'une longueur de 40,5 kilomètres est parcouru deux fois par sept Américains et cinq Canadiens conduisant chacun un attelage de 7 chiens. Le Canadien Emile St. Godard est déclaré vainqueur. Le curling apparaît pour la deuxième fois aux Jeux olympiques après ceux de 1924. Le tournoi a lieu dans l'Olympic Arena. Quatre équipes canadiennes et quatre équipes américaines y participent et les Canadiens venant du Manitoba s'adjugent la première place avec quatre victoires en quatre matches. Après plusieurs nouvelles apparitions en tant que démonstration, le curling sera un sport olympique officiel dès 1998.

### Naissance des podiums
C'est lors de ces Jeux que pour la première fois, les médaillés d'une compétition montent sur un podium constitué de trois marches. L'idée de récompenser les athlètes de cette manière vient au président du CIO Henri de Baillet-Latour, qui produit en mai 1931 une directive protocolaire intitulée « Présentation des médailles, cérémonie de la victoire et montée du drapeau, annonces par les haut-parleurs » à destination des comités d'organisation des Jeux de Lake Placid et Los Angeles 1932 où il est écrit : « Les médailles seront décernées par le président du CIO, le comte de Baillet-Latour, ou son représentant. Les athlètes seront placés sur trois piédestaux, celui du centre plus haut que les deux autres, le vainqueur de la première place s'installant au centre, le deuxième à sa droite, le troisième à sa gauche ». Ainsi, le premier athlète à monter sur un podium aux Jeux est Jack Shea, vainqueur du 500 m en patinage de vitesse le 4 février 1932. Mais il y a une erreur lors de cette première cérémonie des médailles sur le podium. En effet, le médaillé d'argent Bernt Evensen monte à sa gauche, et le troisième Alexander Hurd à sa droite, devant Baillet-Latour qui leur remet leurs récompenses. L'erreur est rapidement corrigée, puis le podium rudimentaire est dès le lendemain recouvert du drapeau étoilé, toujours pour Jack Shea vainqueur du 1 500 m. Lors de ces Jeux, seuls les médaillés du patinage de vitesse sont récompensés sur un podium juste après leurs épreuves. Les autres monteront sur un podium dressé lors de la cérémonie de clôture. Quelques mois plus tard lors de l'édition estivale à Los Angeles, les podiums ont déjà un aspect proche de celui que l'on connait de nos jours, avec les chiffres 1, 2, 3 inscrits sur les marches, et des athlètes en habits de compétition qui voient monter leurs drapeau et entendent leurs hymnes nationaux.

### Cérémonie de clôture
La cérémonie de clôture a lieu le 13 février dans le stade olympique, juste après la fin du dernier match de hockey sur glace entre les États-Unis et le Canada. Elle se déroule sous des chutes de neige devant environ 6 000 personnes. Les athlètes de toutes les disciplines reçoivent leurs médailles à l'exception des patineurs de vitesse, qui ont déjà eu leurs prix.Après ceux du patinage de vitesse, les athlètes, notamment Sonja Henie, prennent à leur tour place sur un podium permettant de distinguer les médaillés d'or, d'argent et de bronze. Les médailles sont remises par le comte Henri de Baillet-Latour, président du CIO, le président du comité d'organisation Godfrey Dewey et le président du Comité olympique américain Avery Brundage aux sons des hymnes nationaux des vainqueurs. Ensuite, le président du CIO déclare officiellement la clôture des IIIes Jeux olympiques d'hiver et le drapeau olympique est descendu.

### Tableau des médailles
| Rang  | Nation     | Médaille d'or, Jeux olympiques | Médaille d'argent, Jeux olympiques | Médaille de bronze, Jeux olympiques | Total |
| ----- | ---------- | ------------------------------ | ---------------------------------- | ----------------------------------- | ----- |
| 1     | États-Unis | 6                              | 4                                  | 2                                   | 12    |
| 2     | Norvège    | 3                              | 4                                  | 3                                   | 10    |
| 3     | Suède      | 1                              | 2                                  | 0                                   | 3     |
| 4     | Canada     | 1                              | 1                                  | 5                                   | 7     |
| 5     | Finlande   | 1                              | 1                                  | 1                                   | 3     |
| 6     | Autriche   | 1                              | 1                                  | 0                                   | 2     |
| 7     | France     | 1                              | 0                                  | 0                                   | 1     |
| 8     | Suisse     | 0                              | 1                                  | 0                                   | 1     |
| 9     | Allemagne  | 0                              | 0                                  | 2                                   | 2     |
| 10    | Hongrie    | 0                              | 0                                  | 1                                   | 1     |
| Total | Total      | 14                             | 14                                 | 14                                  | 42    |

### Sportifs les plus médaillés
| Rang | Athlète             | Discipline          | Médaille d'or, Jeux olympiques | Médaille d'argent, Jeux olympiques | Médaille de bronze, Jeux olympiques | Total |
| ---- | ------------------- | ------------------- | ------------------------------ | ---------------------------------- | ----------------------------------- | ----- |
| 1    | Irving Jaffee (USA) | Patinage de vitesse | 2                              | 0                                  | 0                                   | 2     |
| 1    | Jack Shea (USA)     | Patinage de vitesse | 2                              | 0                                  | 0                                   | 2     |
| 3    | Veli Saarinen (FIN) | Ski de fond         | 1                              | 0                                  | 1                                   | 2     |

## Sites

### Sites sportifs
Le centre principal des Jeux se trouve au stade olympique, qui accueille les cérémonies d'ouverture et de clôture, les courses de patinage de vitesse ainsi que certains matches de hockey sur glace. Il est construit entre décembre 1929 et novembre 1931 sur un terrain de 3 hectares situé à côté du collège de Lake Placid. La capacité du stade est de 7 475 places dont 6 475 places assises.
Le président du comité d'organisation Godfrey Dewey a l'idée de construire une patinoire couverte en plus du stade olympique car les deux précédentes éditions des Jeux d'hiver ont été marquées par le dégel. Cette idée est encouragée par le comte Henri de Baillet-Latour, président du CIO, lors d'une visite en 1930. L'Olympic Arena est érigée entre août 1931 et janvier 1932. Elle peut accueillir 3 360 personnes dont 2 360 assises et contient plus de neuf kilomètres de tuyaux servant à refroidir la surface de glace de 60 × 30 mètres. C'est la première fois aux Jeux d'hiver que les épreuves de patinage artistique et certains matches de hockey sur glace sont disputés à l'intérieur. Le tournoi de curling est également joué dans l'Olympic Arena.
Une première piste de bobsleigh d'une longueur de 800 mètres est installée en 1929, et c'est la première des États-Unis. La piste du Mont Van Hoevenberg, utilisée pour les épreuves olympiques, est construite entre août et décembre 1930. Située à 13 kilomètres de Lake Placid, elle a une longueur de 2 350 mètres et contient 26 courbes. Sa capacité prévue est de 12 500 places, mais jusqu'à 14 000 personnes assistent aux compétitions. Il s'agit du site le plus controversé. Une loi de l'état de New York interdit de couper des arbres dans les forêts des monts Adirondacks alors que la piste requiert l'abattage d'environ 2 500 arbres. Des écologistes locaux protestent et le comité d'organisation demande un amendement au gouverneur de l'état. Après de grandes discussions à l'assemblée législative, la construction est autorisée. Des contestations concernent également la sélection du site, d'abord situé sur des terres appartenant à l'état. La piste est finalement construite sur une propriété du club sportif de la ville,.
Un premier tremplin de saut à ski est érigé en 1920 avec une hauteur de 35 mètres. Il est reconstruit en 1923 avec une hauteur de 50 mètres, puis en 1927 avec une hauteur de 60 mètres et une tour en métal. Pendant les Jeux, le tremplin Intervales accueille un maximum d'environ 10 000 personnes.

### Sites d'hébergement
Aucun village olympique n'est construit et les athlètes, officiels, visiteurs et journalistes sont logés dans les hôtels, pensions et clubs sportifs existants. Le bureau du logement du comité d'organisation s'occupe de recenser les lits disponibles et de placer les athlètes et officiels alors que les visiteurs réservent soit par ce bureau soit en contactant directement les hôtels. Pendant les Jeux, un maximum de 5 337 personnes sont hébergées à Lake Placid et 4 650 personnes dans les villages des environs, pour un total de 9 987 personnes.

## Retombées
Après les Jeux d'hiver de 1932, les autorités de la région maintiennent et améliorent les sites construits pour les épreuves olympiques. La station organise d'autres événements sportifs majeurs tels que les championnats du monde de ski nordique 1950, plusieurs éditions des championnats du monde de bobsleigh ainsi que les jeux mondiaux universitaires d'hiver en 1972. Après des candidatures pour organiser ceux de 1952, 1956 et 1968, Lake Placid accueille à nouveau les Jeux d'hiver en 1980. À cette occasion, la piste de bobsleigh, le stade et l'aréna construits pour les Jeux de 1932 sont entièrement rénovés et réutilisés pour les épreuves olympiques.